# Johann Conrad Blank

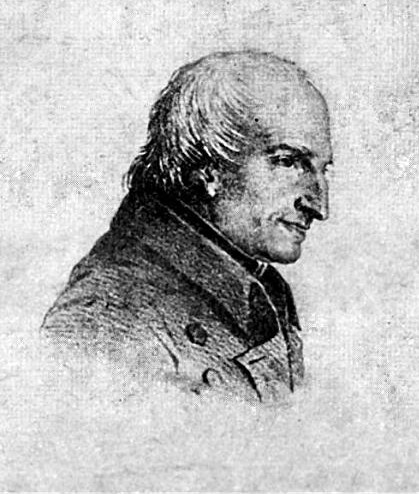
Johann Conrad Blank

Johann Conrad Blank (* 8. Juni 1757 in Sulzberg (Vorarlberg); † 13. Februar 1827 in Wien) war ein österreichischer Abbé, k.k. Rat und Mathematiker, dessen gewaltsamer Tod im damaligen Wien großes Aufsehen erregte.

## Leben

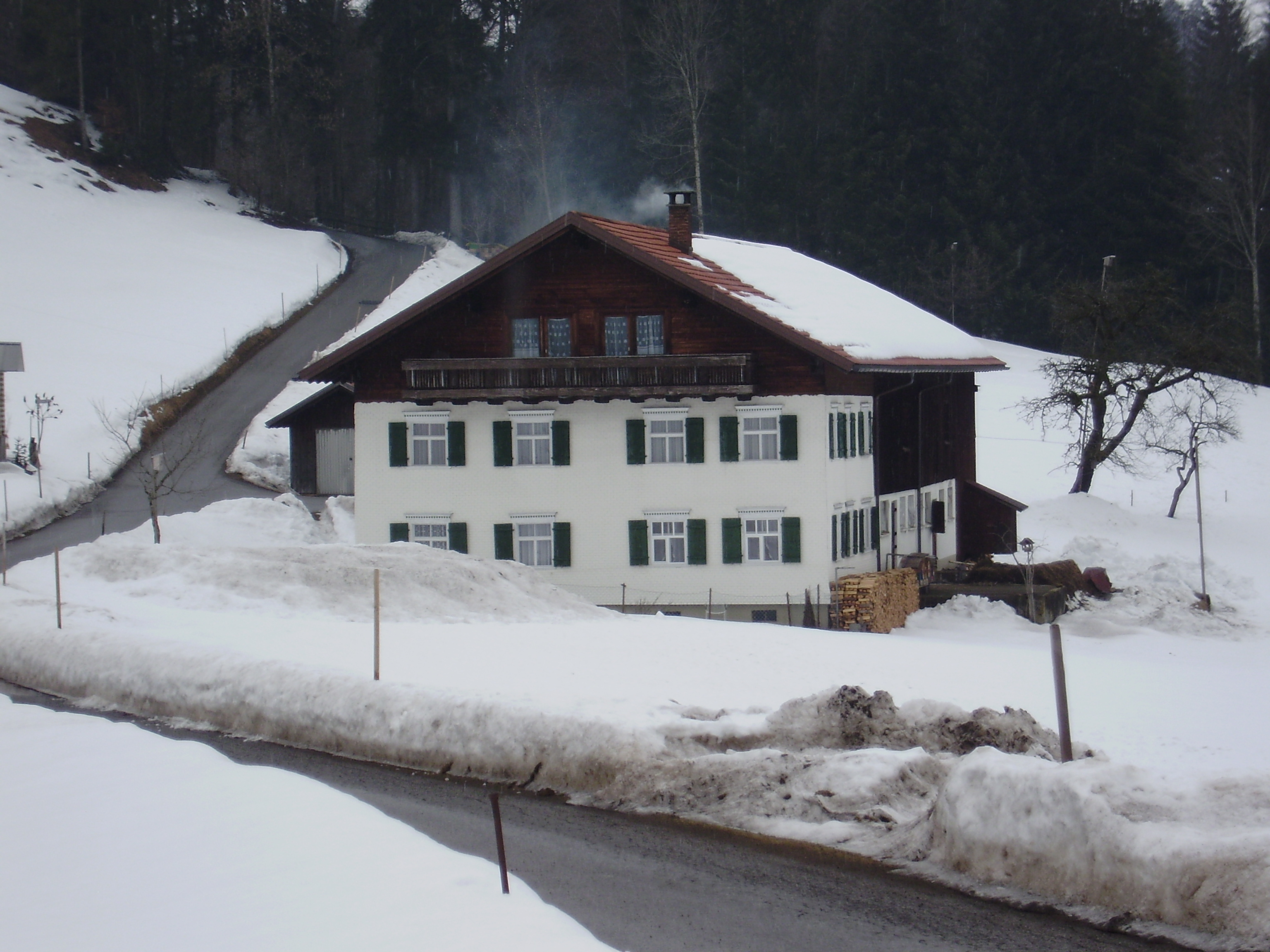
Geburtshaus in Sulzberg Gullenbach

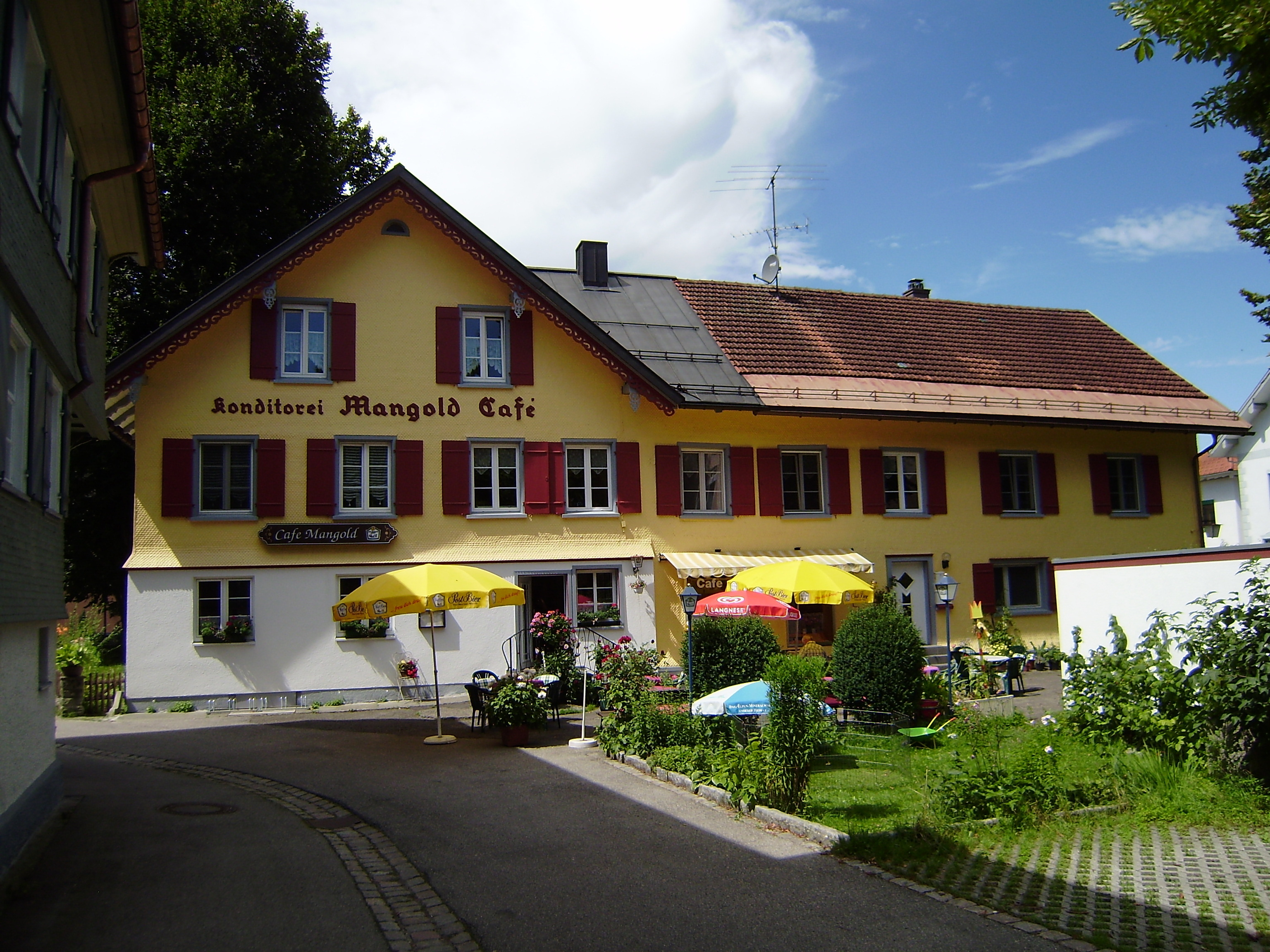
Zeitweiser Wohnsitz Blanks in Weiler im Allgäu

### Jugend, Schule, Studium
Conrad Blank stammte aus einer Sulzberger Bauernfamilie. Sein Vater Johann Michael wurde in Haus Nr. 83 im Ortsteil Holderegg geboren und bewohnte mit seiner Frau Magdalena Blank (geb. Steurer) das Haus Nr. 68 im Ortsteil Gullenbach an der Grenze zur bayerischen Siedlung Eibele (Oberstaufen), das das Geburtshaus von Johann Conrad wurde. Später zog die Familie ins benachbarte Weiler im Allgäu und wohnte dort im ehemaligen Kellhof des Klosters St. Gallen, dem heutigen Haus Mangold (Hier lebte einige Zeit der Priester und Gelehrte Johann Konrad Blank)S. 666. Da Conrad hier seine Kindheit verbrachte, wurde Weiler zu seiner zweiten Heimat, die er immer wieder besuchte.
Die Eltern schickten Johann Conrad nach dem ersten Schulunterricht auf das Gymnasium in der Abtei Weingarten. Er studierte anschließend Philosophie an der Universität Innsbruck.
Nach einer anderen Quelle begann Blank in Konstanz das sogenannte Humanioren-Studium (lateinische Grammatik, Rhetorik und Poetik) und schloss es in Wien bei den Piaristen in der Josephstadt ab.
BeiS. 4 liest sich dieser Lebensabschnitt so: Gymnasium zu Constanz mit Abschluss bei den Piaristen in Wien sowie Studium der Theologie und Philosophie und Beschäftigung mit der Mathematik.

### Bei den Schwarzspaniern
Blank gelang es in Wien anschließend, in den Benediktinerorden Montserrat (volkstümlich: „bei den schwarzen Spaniern“) aufgenommen zu werden. Er erhielt im März 1782S. 4 die Priesterweihe, zelebrierte Messopfer, widmete sich aber auch mit großem Eifer mathematischen Studien, was ihm bei der Auflösung des Stifts eine neue Karriere ermöglichte.

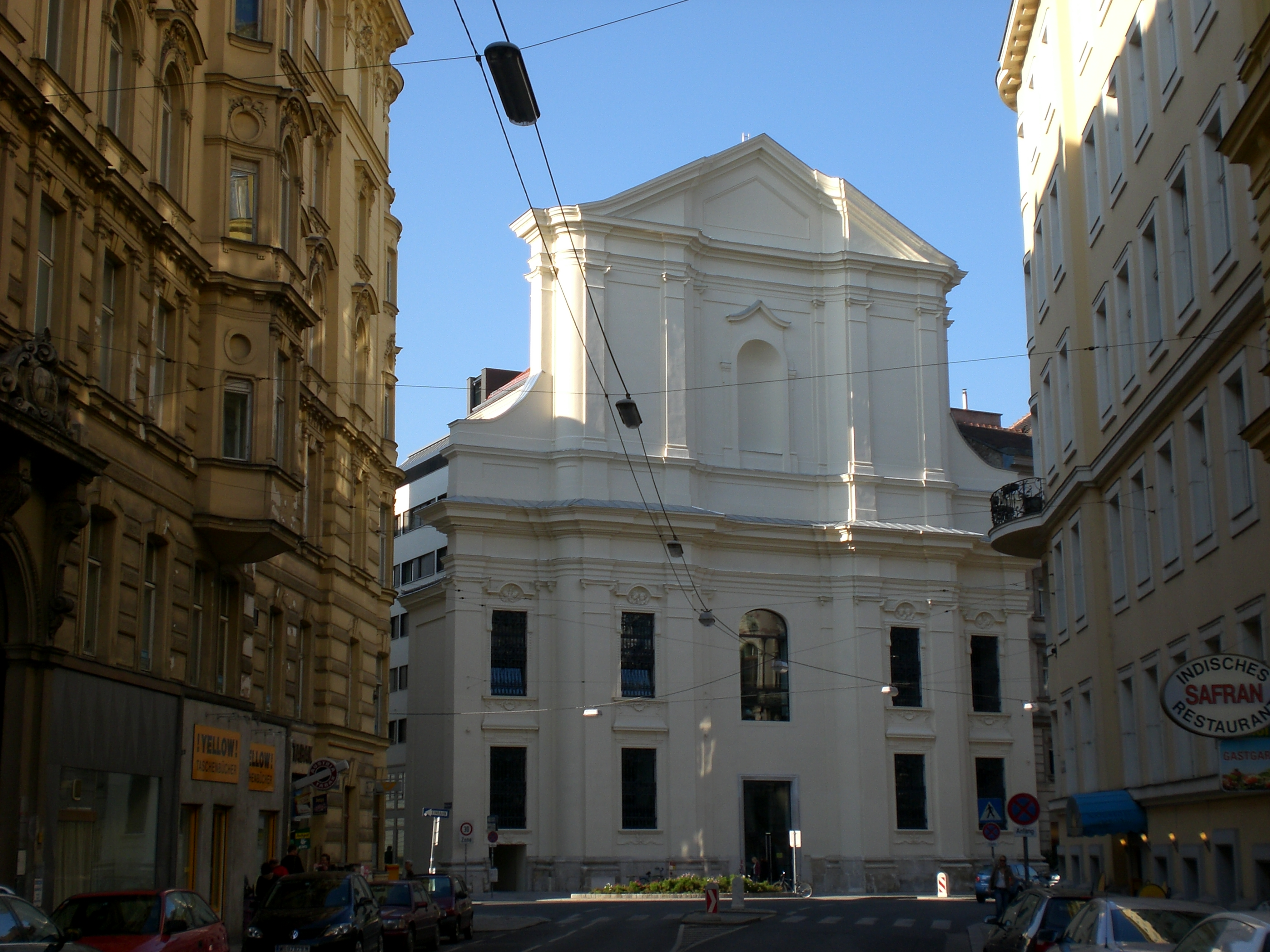
Schwarzspanierkirche erbaut 1739 als Nachfolgerbau der ehemaligen Klosterkirche der Benediktiner von Montserrat

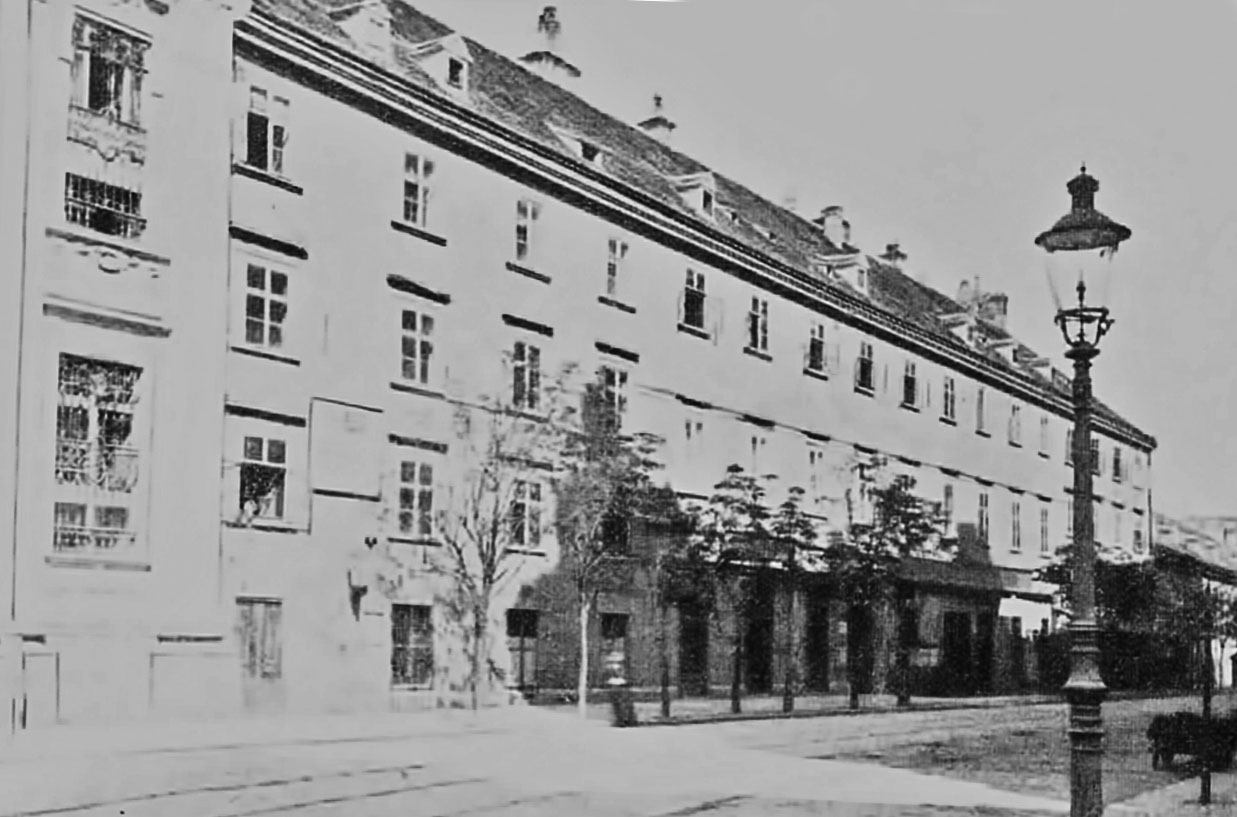
Schwarzspanierhaus bekannt als Beethovens Sterbehaus

Die spanische Benediktinerkongregation von Santa Maria de Montserrat hatte im 17. Jh. in der Alservorstadt (heute Wien IX. Bezirk) ein Kloster erbaut, das 1683 bei der Zweiten Wiener Türkenbelagerung wieder zerstört wurde. Die spanischen Mönche blieben ohne Kloster und versammelten sich als „Bruderschaft von der ewigen Tugend“ in ihrer Kirche. Der Volksmund nannte sie „Schwarzspanier“ oder „Schwarze Münich“ wegen ihres schwarzen Ordenskleides und zur Unterscheidung von den weißgekleideten Trinitariern. Der Konvent musste allerdings im 18. Jahrhundert die Einrichtung wieder aufgeben. Abt und verbleibende Mönche zogen im November 1779 in die Stadt ins ehemalige Jesuitenkollegium (heute Wien I. Bezirk) um und wurden ins Schottenstift integriert. 1781 gestaltete man das ehemalige Prälaturgebäude, das sogenannte Schwarzspanierhaus, zu einem Mietshaus um (heutige Adresse Schwarzspanierstraße 15). Darin wohnte später unter anderem Ludwig van Beethoven von Mitte Oktober 1825 bis zu seinem Tod am 26. März 1827. Das Gebäude wurde 1904 durch einen Neubau ersetzt. Die daneben gelegene Schwarzspanierkirche, der Nachfolgebau der früheren Klosterkirche, besteht heute noch.

### Akademie
Nach der Aufhebung des Schwarzspanierordens arbeitete Blank 1783S. 4 zunächst als Hofmeister  (Hauslehrer) und erhielt 1788S. 5 eine Anstellung als Cooperator (Hilfsgeistlicher, Kaplan) im Altlerchenfeld.S. 692 Abbé Hofstetter empfahl ihn als Professor der Mathematik für die Theresianischen Ritterakademie. Als diese Bildungseinrichtung auf die Piaristen überging, bewarb er sich 1805 erfolgreich auf den durch den Tod von Franz Josef Beck freigewordenen mathematischen Lehrstuhl an der Schule der ArchitekturS. 9, einer von Hofbaurat und Architekt Peter von Nobile geleiteten Abteilung der Akademie der bildenden Künste in WienS. 135–136. 1807 erhielt er die ordentliche Professur und wurde Mitglied des akademischen RatesS. 11. Er nannte sich fortan „Johann Conrad Blank, Abbe“ „Professor der mathematischen Wissenschaften“ und „ordentlicher Rath“.
In den Jahren von 1807 bis 1812 gab Blank zusätzlich Unterricht im Erziehungsinstitut des Direktors Pleban im Palais Sina (Hoher Markt Nr. 8), darunter Severin von Jaroszynski, der Jahre später sein Mörder werden sollte.S. 13

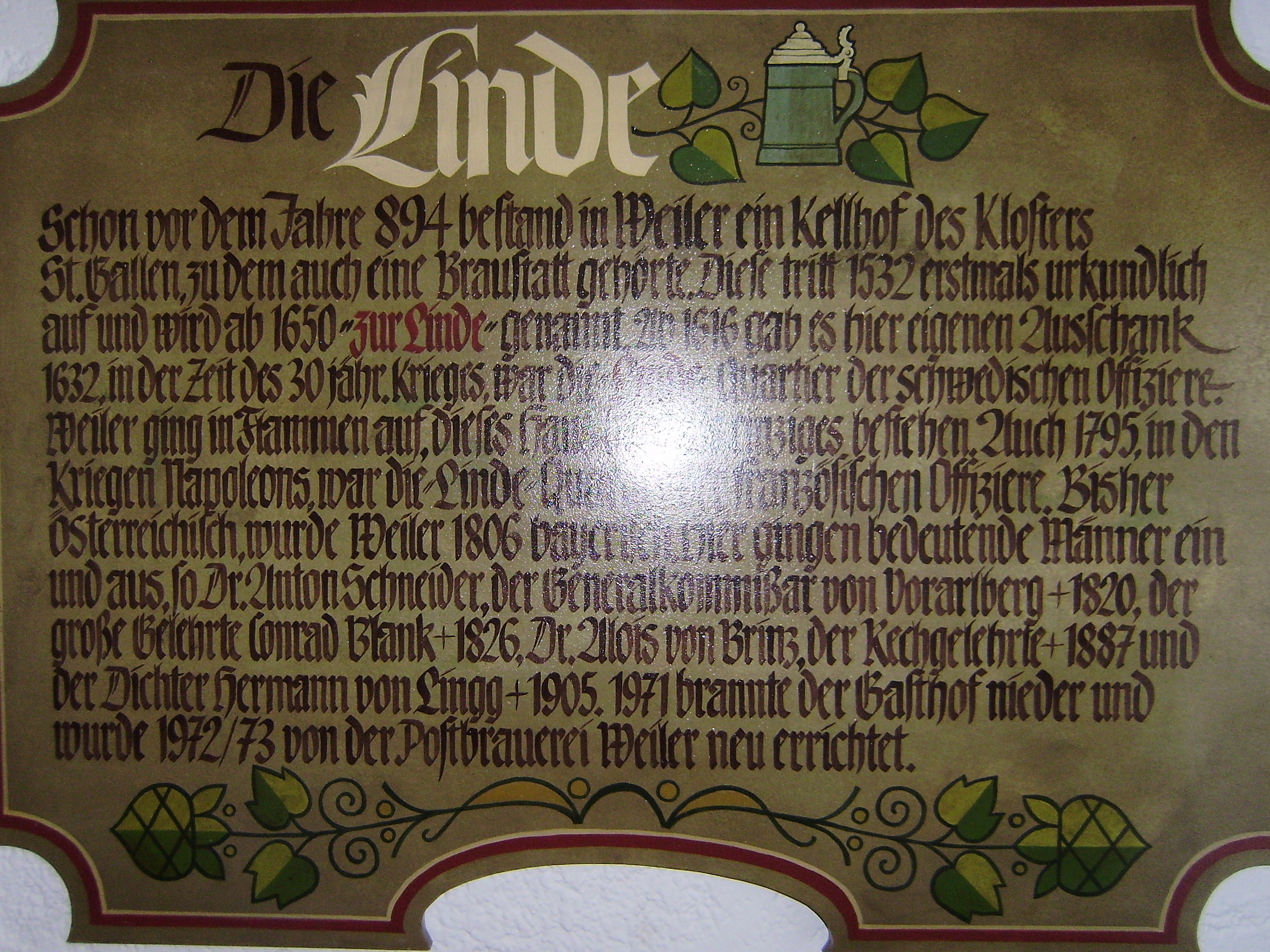
Erinnerungstafel im Gasthof Linde in Weiler im Allgäu

### Weiler
Blank lebte und arbeitete in Wien und ließ dabei die Beziehungen zu seiner Vorarlberger Heimat nicht abreißen. Es gibt Hinweise auf seine Unterstützung von VerwandtenS. 217 und Aufenthalte in seinem zweiten Heimatort Weiler im Allgäu (Nachbargemeinde seines Geburtsortes Sulzberg). Dort soll er den Gasthof Linde häufiger aufgesucht haben (Hier gingen im 19. Jahrhundert bedeutende Männer ein und aus, so Dr. Anton Schneider, der Generalkommissar von Bregenz, der große Gelehrte Konrad Blank, der Rechtsgelehrte Dr. Alois von Brinz und der Dichter Hermann von Lingg.)S. 654.

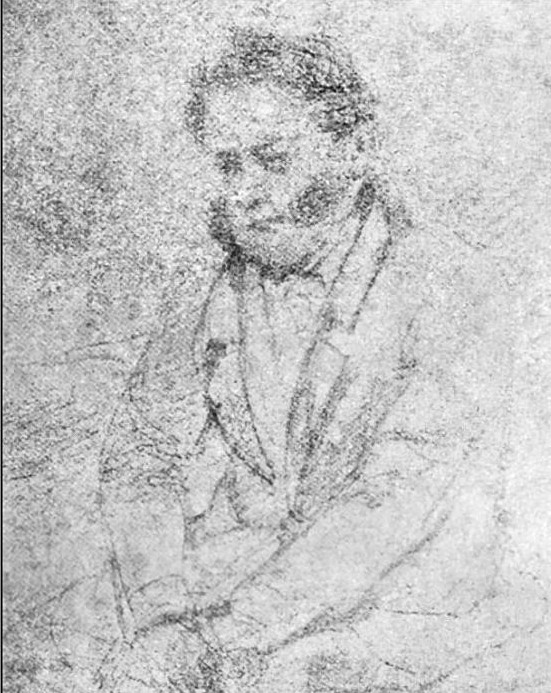
Severin von Jaroszynski

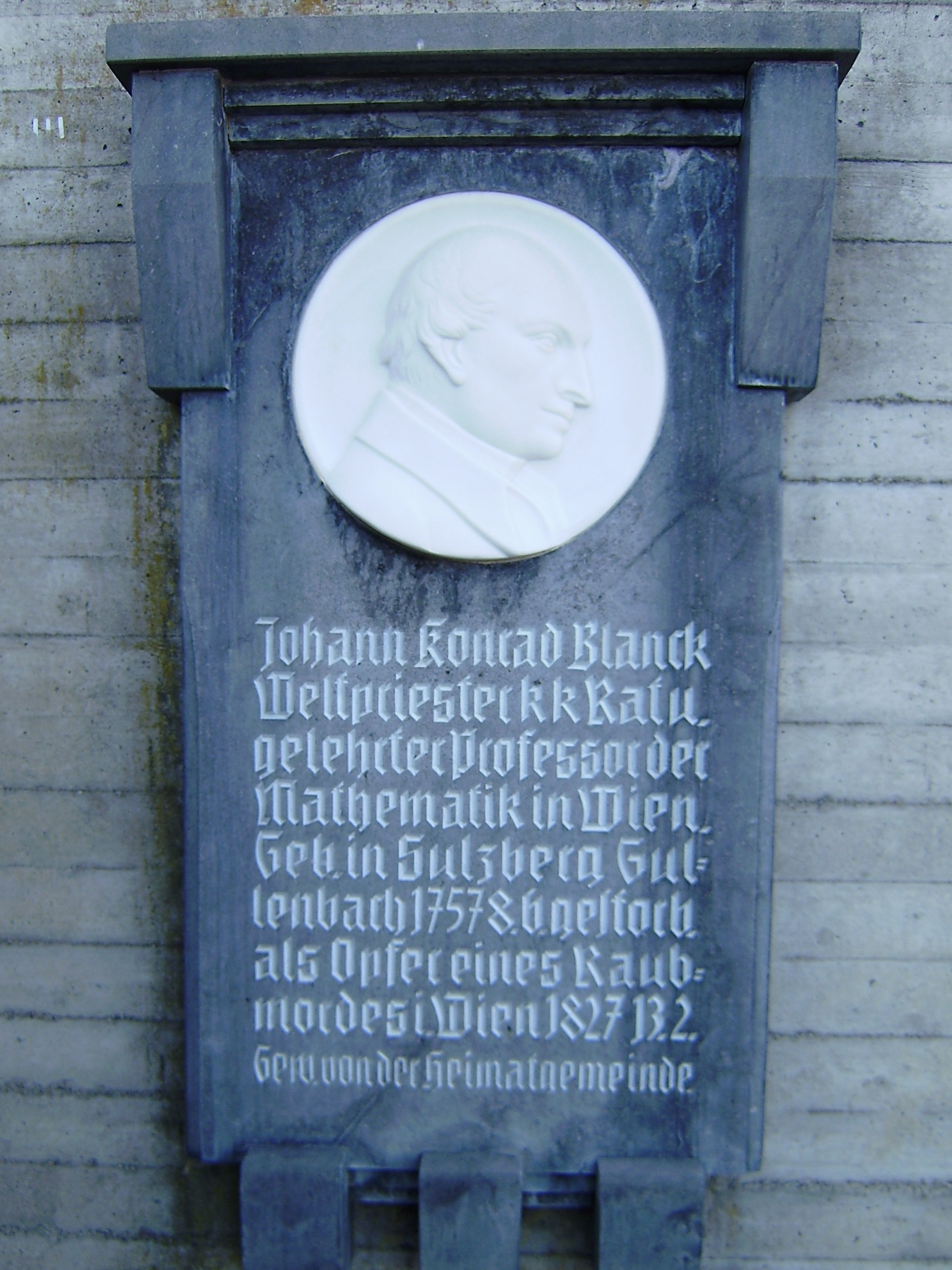
Grabstein in Sulzberg

### Gewaltsamer Tod
Johann Conrad Blank hatte für sein Alter mit Bankaktien und Schuldverschreibungen vorgesorgt und sie sicherheitshalber bei einem Freund deponiert.
Zwölf Jahre zuvor unterrichtete Blank an der Privatschule Pleban in Wien unter anderem einen jungen Adligen namens Severin von Jaroszynski (1789–1827) aus dem früheren polnischen (jetzt kaiserlich russischen) Podolien in Mathematik. Der aus einer wohlhabenden Gutsbesitzerfamilie stammende Jaroszynski hatte zwischenzeitlich Karriere gemacht und eine Familie gegründet, war jedoch durch seinen Hang zum Glücksspiel in tiefe Schulden geraten. Er flüchtete Mitte 1826 nach Wien, legte sich einen Grafentitel zu und fand durch sein weltmännisches Auftreten und teure Einladungen Zugang zur sogenannten besseren Gesellschaft von Wien. Seine Hoffnungen auf rasche hohe Spielgewinne erfüllten sich nicht und sein mitgebrachtes Barvermögen war in wenigen Monaten aufgebraucht. Als auch noch die Regierung seines Heimatlandes wegen eigener Forderungen seine Rückkehr verlangte, versuchte er, seine Geldverlegenheit durch einen kaltblütigen Raubmord an seinem früheren, jetzt fast 70 Jahre alten Lehrer zu beseitigen.
Die Tat wurde schon wenige Tage darauf aufgeklärt und Jaroszynski nach einem Prozess am 30. August 1827 am „Neuen Wiener Galgen“ am Wienerberg hingerichtet. Die Berichterstattung über die Tat, die Ermittlungen, das Urteil und der Vollzug fanden im damaligen Wien außerordentlich große Beachtung.

## Werke
Blank verfasste mehrere populäre Lehr- und Handbücher, die sich durch Klarheit und Gründlichkeit empfehlenS. 692.
Sein Lehrbuch der Arithmetik war in k.k. Gymnasien eingeführt und wurde wegen seiner Systematik und trockenen Kürze geschätzt.
Verzeichnis der gesamten Werke BlanksS. 24
1. Anleitung zur Mathematik erster Teil, die besondere und allgemeine Rechenkunst. (Wien 1800).
2. Anfangsgründe der Messkunst. Zu dem Gebrauche der k. k. Ther. Ritterakademie in Wien. (Wien 1800).
3. Anfangsgründe der besonderen und allgemeinen Rechenkunst. (Wien 1804).
4. Vollständige Anfangsgründe der allgemeinen Rechenkunst. (Wien 1809).
5. Vollständige Anfangsgründe der theoretischen Meßkunst, jedoch ohne Kupfertafeln. (Wien 1813).
6. Vollständige Anfangsgründe der Kegelschnitte. (Wien 1814).
7. Tafeln der Logarithmen und Zahlen, Sinus und Tangenten. (Wien 1816).
8. Vollständige Anfangsgründe der ebenen und sphärischen Trigonometrie. (Wien 1818).
9. Instruction über den methodischen Gebrauch der Anfangsgründe der Rechnenkunst. (Wien 1822).
10. Elementa arithmeticae singularis et universalis. Instruction über den methodischen Gebrauch der Elementa arithmeticae singularis et universalis für die Humanitatslehrer in den Gymnasien der K. K. österreichischen Staaten, K. K. Schulb. Verschl. Administration, (Wien 1824) Eintrag bei google-books.

## Zitate zu Blank
Zeitgenossen beschreiben Blank als bescheidenen und gütigen Menschen:
- Als Mensch war Blank ein Muster an Bescheidenheit und Herzensgüte[8]S. 692
- bejahrter, ehrwürdiger Mann […] im Gespräch wohlwollend und freundlich […] Es hieß, er lebe sehr frugal und sparsam; er sammele wohl für unbemittelte Verwandte.[4]S. 217
- Ein sanftes frommes Gemüth mit Neigung zum geistlichen Stande[4]S. 223